# Umformer

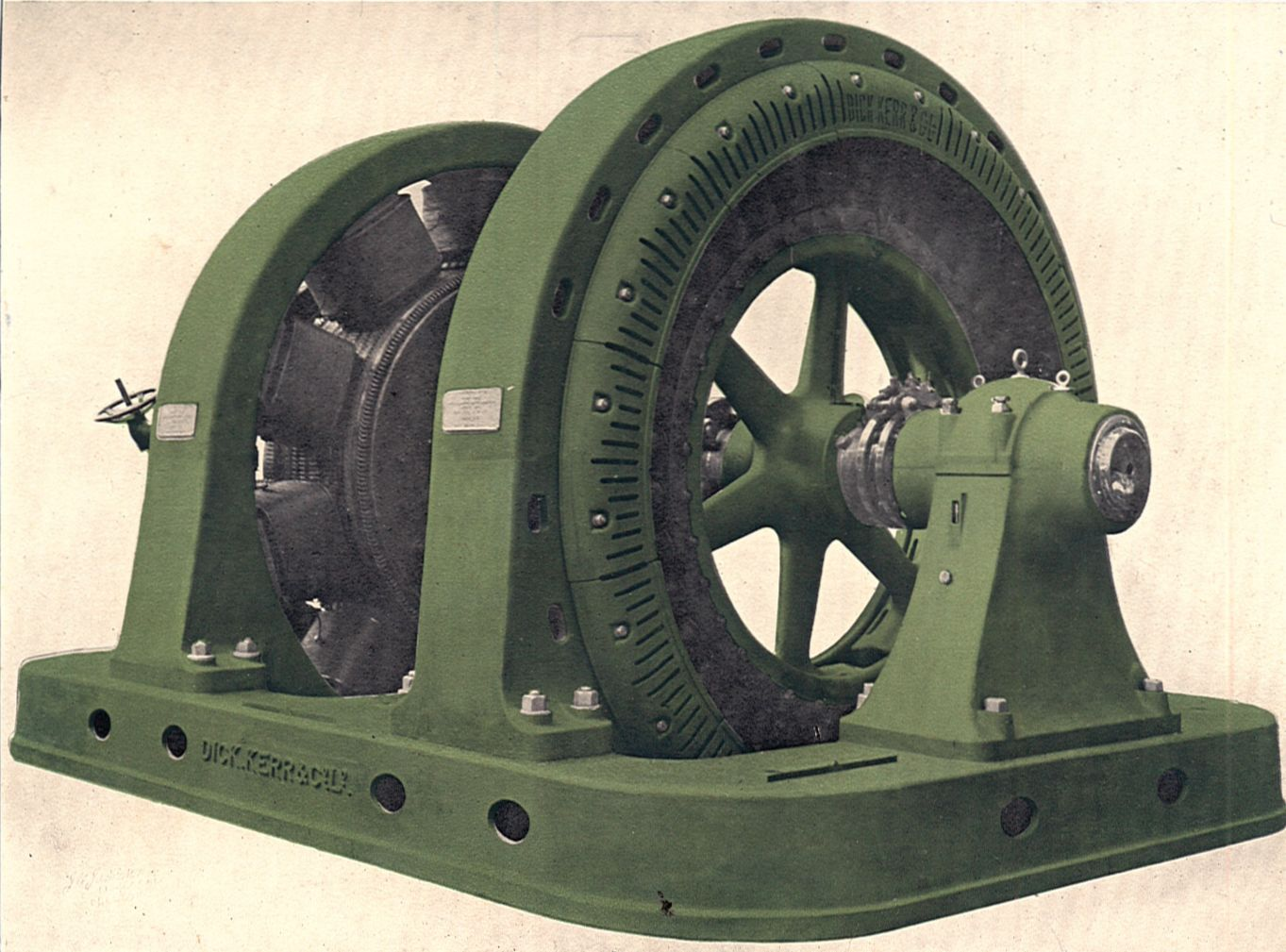
Historischer Umformer bestehend aus zwei rotierenden elektrischen Maschinen: Ein Wechselstrommotor und ein Gleichstromgenerator, welche mechanisch mit einer Welle gekoppelt sind.

Ein Umformer ist in der elektrischen Energietechnik eine spezielle rotierende elektrische Maschine oder eine Kombination von mehreren mechanisch fix gekoppelten solchen Maschinen, die eine Stromart durch eine Rotationsbewegung in eine andere überführt. Beispielsweise wird Gleichspannung in Wechselspannung oder Dreiphasenwechselspannung in Gleichspannung überführt. Auch eine Umformung zwischen Wechselspannungen verschiedener Frequenzen ist durch mechanische Auslegung der Maschinen möglich, in diesem Fall wird der Umformer als Frequenzumformer bezeichnet.
Einen ähnlichen Anwendungsbereich mit identischer Funktion haben Umrichter und im Speziellen Frequenzumrichter. Umrichter sind im Gegensatz zu Umformern keine elektrischen Maschinen, sondern leistungselektronische Geräte ohne mechanisch bewegte Komponenten. Sie haben ab Mitte des 20. Jahrhunderts in den praktischen Anwendungen die großteils aus der Anfangszeit der Elektrifizierung stammenden Umformer abgelöst.

## Grundlagen
Umformer waren vor der Einführung des Wechselstromnetzes, der dann verwendbaren Transformatoren sowie Halbleiter-Gleichrichtern und Umrichtern auch für kleine Leistungen gebräuchlich. Heute werden nur noch Einheiten für große Leistungen wie in Bahnstromumformerwerken betrieben. Auch die Bundeswehr benutzt noch Umformer, um Flugzeuge bei Wartungsarbeiten mit elektrischer Energie zu versorgen.

## Aufbau
Ein rotierender Umformer besteht aus einem Elektromotor, der einen Generator für die gewünschte Stromart antreibt. Er kann als Umformer-Satz realisiert sein, d. h. als zwei einzelne, mit ihren Wellen gekoppelte Maschinen, oder als Einankerumformer aus nur einer Maschine. Einankerumformer haben im Regelfall keine nach außen ragende Welle und einen Anker mit Kommutator (Stromwender) auf der einen Seite für den Gleichstromkreis und auf der anderen Seite mehrere Schleifringe für die Zuführung der Wechsel- bzw. Dreiphasenspannung.

## Anwendungen

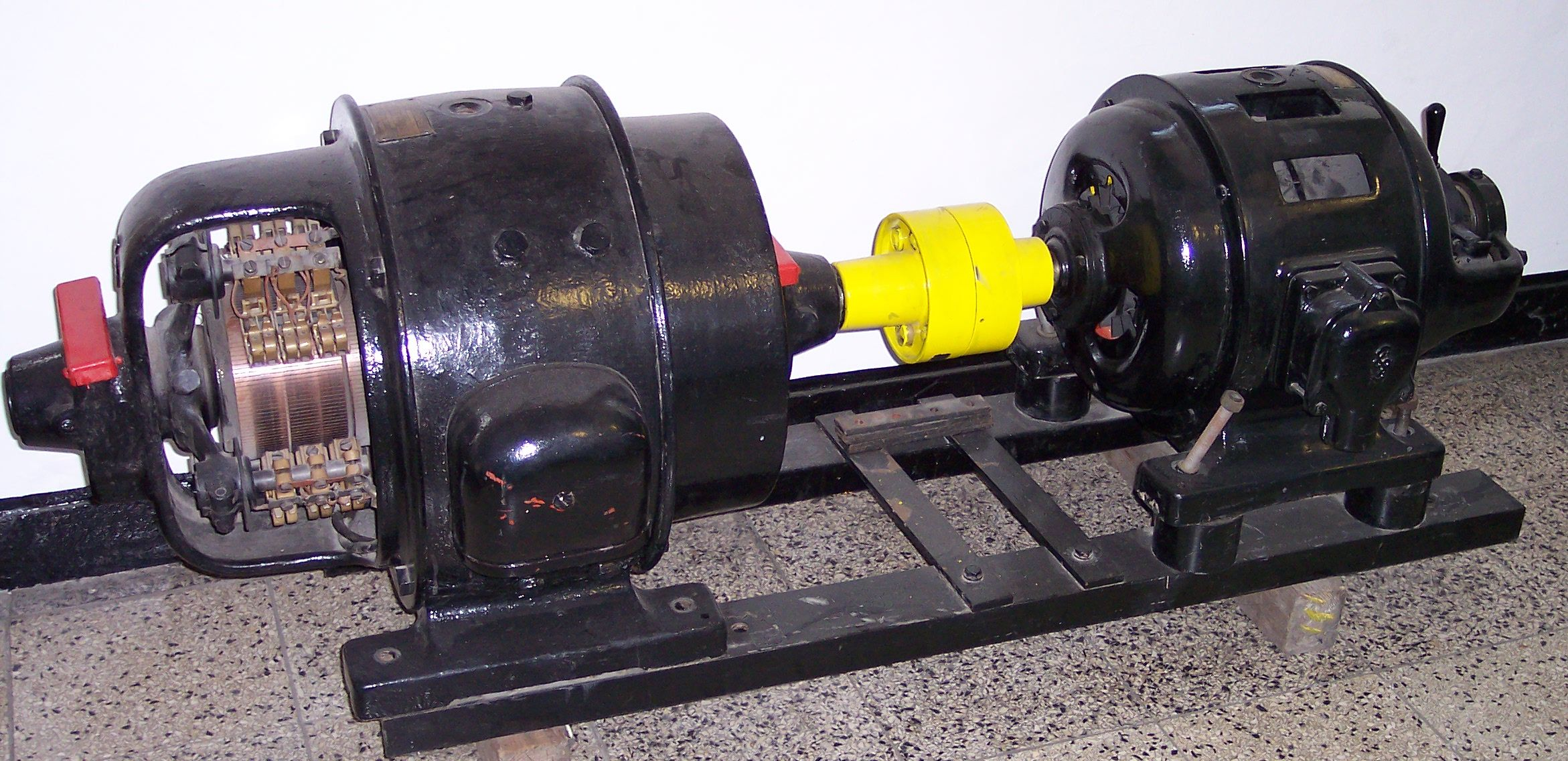
Umformersatz: links die Gleichstrommaschine, rechts die Drehstrommaschine

Mit einem an einen netzbetriebenen Asynchronmotor gekoppelten, fremderregten Gleichstromgenerator kann zum Beispiel über die Steuerung von dessen Erregung eine variable Gleichspannung erzeugt werden.
Soll bei konstanter Antriebsdrehzahl auch die abgegebene Frequenz variabel sein, bestehen folgende Möglichkeiten:
- ein Synchrongenerator wird mit einer Wechselspannung variabler Frequenz erregt
- an eine variable Gleichspannung (siehe oben) wird ein weiterer Umformersatz, bestehend aus Gleichstrommotor und Synchrongenerator angeschlossen.

Weitere Anwendungen von Umformern bzw. Maschinensätzen liegen im Abfangen von Laststößen, wie sie zum Beispiel bei Walzantrieben in Stahlwerken oder auch bei der Versorgung von Hochspannungslabors vorkommen. Durch die Schwungmasse und die mechanische Entkopplung können so Rückwirkungen in das elektrische Versorgungsnetz aus abrupten Lastschwankungen vermieden werden.
Der Leonardsatz, ein Maschinensatz zum drehzahlvariablen Antrieb großer Maschinen, gehört eigentlich nicht zu den Umformern, aufgrund der ähnlichen verwendeten Komponenten und Prinzipien ist er hier jedoch ebenfalls beschrieben.

### Einankerumformer

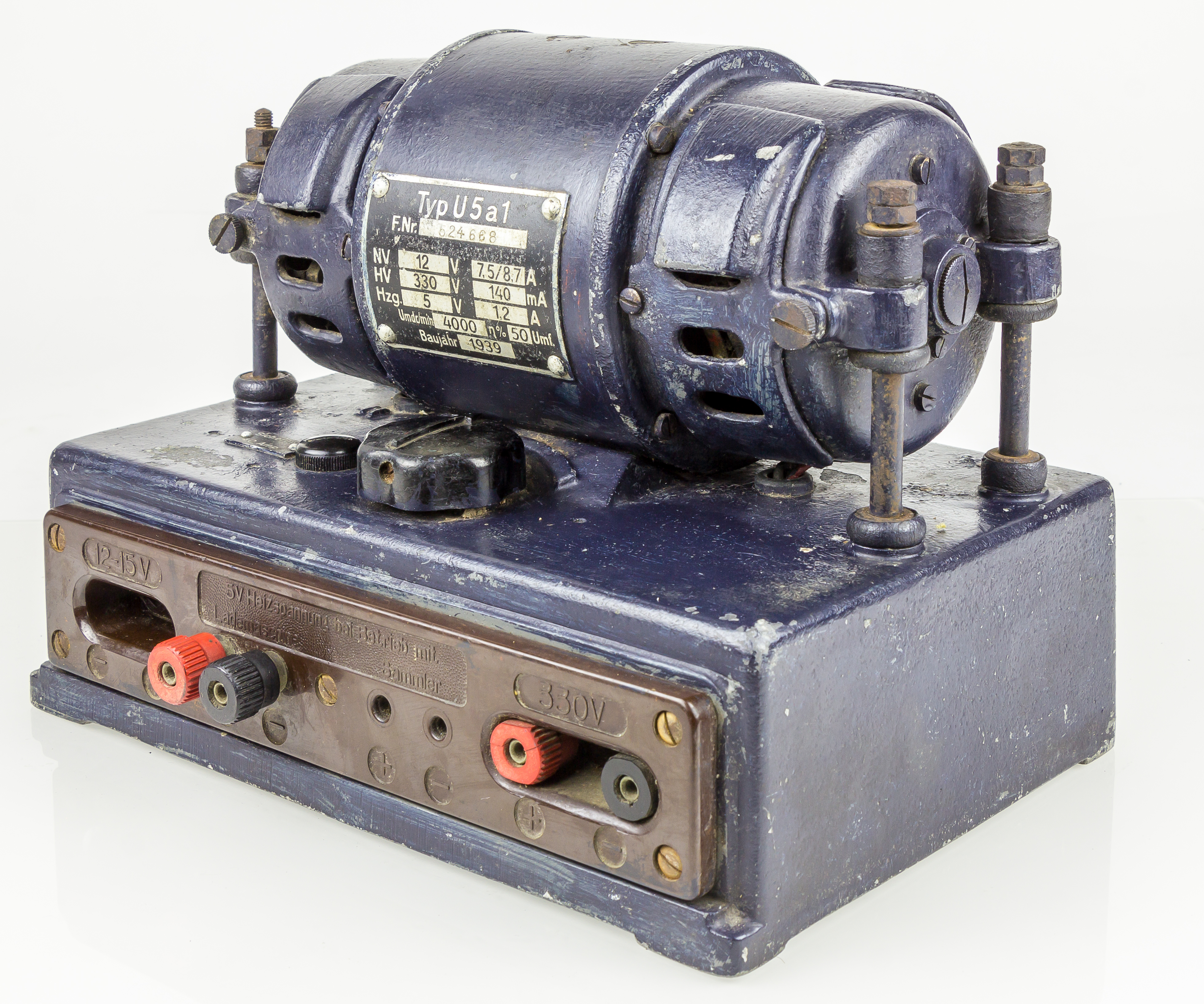
Kleiner Einankerumformer der Wehrmacht Typ „U5a1“

Einankerumformer wurden unter anderem in der Frühzeit der Elektrifizierung von Straßenbahnen zur Gewinnung der Gleichspannung von üblicherweise 600 V aus dem Drehstromnetz verwendet, aber auch für kleine Leistungen zum Beispiel zur Erzeugung von Kleinspannungen aus dem ursprünglichen Gleichstromnetz verwendet.
Anwendungen im Mobilbereich betrafen die Erzeugung unterschiedlicher Spannungen aus Autobatterien oder entsprechenden Gleichstromnetzen, so etwa von 400-Hz-Drehstrom (36 V) zum Betrieb von Kreiselmotoren in Kreiselkompassen oder des Künstlichen Horizonts aus dem 28-V-Gleichstrom-Bordnetz von Flugzeugen. Solche kleinen Umformer besaßen eine Permanentmagnet-Erregung, ihre abgegebene Spannung konnte daher nur über die Eingangsspannung beeinflusst werden.
Bei der Wehrmacht lieferte der Umformersatz „U5a1“ über einen Einankerumformer 330 V Anodenspannung bei 140 mA sowie über einen regelbaren Vorwiderstand 5 V Heizspannung bei 1,2 A zum Betrieb mobiler Sendeanlagen aus 12-V-Autobatterien; er wurde nach zentraler Vorgabe von verschiedenen Herstellern gefertigt.

### Bahnstromnetz
Die Frequenz des Bahnstromnetzes in Deutschland, Österreich und der Schweiz beträgt 16,7 Hz, in Skandinavien 16 2⁄3 Hz. Diese niedrige Frequenz wurde gewählt, um die lange Zeit in elektrischen Bahnantrieben vorherrschenden Gleichstrom-Reihenschluss-Motoren mit Wechselstrom zu betreiben, der im Gegensatz zu Gleichstrom transformierbar ist. Dadurch war es möglich, die Fahrleitungsspannung relativ hoch zu wählen, was für die Leistungsübertragung von Vorteil ist, weil die Ströme und damit die Leitungsverluste sowie die benötigten Leiterquerschnitte deutlich geringer sind im Vergleich zu einer tiefen Spannung. Dies ist besonders wichtig für Vollbahnen, bei denen zwischen den Einspeisepunkten große Abstände bestehen.
Die ursprünglich auch in Mitteleuropa verwendete Frequenz des Bahnnetzes von 16 2⁄3 Hz entspricht einem Drittel der Landesnetzfrequenz von 50 Hz. Dies ermöglicht die Kopplung des Bahnnetzes mit dem Landesnetz durch Umformer, die aus einer Dreiphasen-Asynchronmaschine auf der Landesnetzseite und einer Einphasen-Synchronmaschine auf der Bahnnetzseite bestehen. Die Polpaarzahl der Synchronmaschine beträgt dabei ein Drittel der Polpaarzahl der Landesnetzmaschine.
Durch Regelung des Schlupfs der Asynchronmaschine, die als Schleifringläufer ausgeführt ist, lässt sich Richtung und Größe des Energieflusses zwischen Landesnetz und Bahnnetz bestimmen. Die Erregung der Synchronmaschine bestimmt die Höhe der Fahrleitungsspannung.
Allerdings zeigte sich, dass bei den großen Umformersätzen im Bahnstromverbundnetz in Mitteleuropa Schäden an der Asynchronmaschine auftraten, wenn diese ohne Schlupf im Leerlauf betrieben wurden, siehe Bahnstrom 16 2⁄3 Hz gegenüber 16,7 Hz. Aus diesem Grund wurde die Frequenz des Bahnstromverbundnetzes in Mitteleuropa im Oktober 1995 auf 16,7 Hz angehoben. Dieses Problem tritt in Skandinavien nicht auf, da dort die Fahrleitung ähnlich wie bei Gleichstrombahnen über eine größere Anzahl kleiner, lokaler Umformer versorgt wird und kein Verbundnetz zwischen den Umformern besteht.

### Leonardsatz

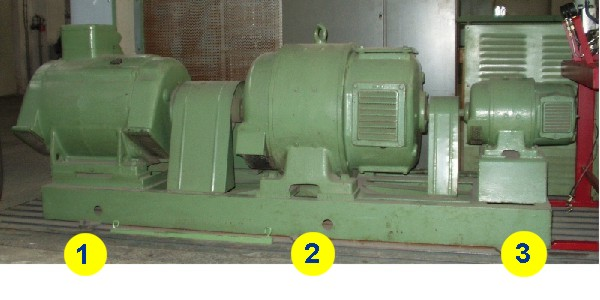
Umformer-Teil eines Leonardsatzes

Mit Lastmaschine (4)

Der Leonardsatz heißt nach seinem Erfinder, dem amerikanischen Elektroingenieur Harry Ward Leonard, auch Ward-Leonard-Umformer. Er besteht aus einem Umformer (dieser formt Drehstrom in eine variable Gleichspannung um) und einem daran angeschlossenen Gleichstrommotor. Bis zur Entwicklung von Leistungshalbleitern wie Thyristoren war der Leonardsatz die einzige Möglichkeit zur Realisierung großer drehzahlvariabler Antriebe, die mit Drehstrom gespeist wurden.
Der abgebildete Umformer-Teil eines Leonardsatzes dient der Versorgung und Steuerung einer Pendelmaschine eines Motorenprüfstandes und besteht aus:
- dem Antrieb (1), einem Asynchronmotor
- dem Generator (2), einer fremderregten Gleichstrommaschine
- dem Erregergenerator (3), einem kleinen Hilfs-Gleichstromgenerator zur Erzeugung der Erregerspannung für (2)

Ein Leonardsatz besteht aus einem Umformer, der zunächst mithilfe eines Asynchronmotors und einem mit diesem mechanisch gekoppelten Gleichstromgenerator eine über dessen Erregung (5) steuerbare Gleichspannung erzeugt (Spannungswandlung). Der Primärantrieb ist normalerweise ein direkt ans Wechselstromnetz angeschlossener Asynchronmotor, könnte aber auch ein Gleichstrommotor oder ein Verbrennungsmotor sein. Die von diesem Umformer gelieferte variable Gleichspannung speist einen Gleichstrommotor, dessen Erregung fallweise ebenfalls variiert wird. Der Motor kann auch räumlich getrennt vom Umformersatz untergebracht sein, nämlich bei der anzutreibenden Maschine (Walzwerk, Aufzug, Spinnmaschine usw.). Belastungseinrichtungen von Motorprüfständen nutzen die Tatsache, dass ein Leonardsatz rückspeisefähig ist, d. h., er kann Energie zurück ins Netz speisen, wenn der Abtrieb des Gleichstrommotors angetrieben wird – dieser arbeitet dann als Generator, die Gleichstrommaschine des Umformersatzes als Motor und die Asynchronmaschine als Asynchrongenerator. Siehe auch Pendelmaschine.
Normalerweise beinhaltet ein Leonardsatz zusätzlich einen Erregergenerator (Nebenschlussmaschine), um den Gleichstrommaschinen eine Erregerspannung zur Verfügung zu stellen. Dieser Erregergenerator wird durch den Primärantrieb mitangetrieben. Dessen kleine Erregerleistung kann mit einem Stellwiderstand (5) gesteuert werden.
Der Anker des Gleichstromgenerators ist direkt an den Anker des Gleichstrommotors angeschlossen; dieser Gleichspannungs-Zwischenkreis überträgt die Leistung, der darin fließende große Strom muss nicht geschaltet werden – einer der Vorteile des Leonardsatzes. Der Erregerstrom des Motors wird normalerweise nicht geändert, um bei allen Drehzahlen das maximale Drehmoment zur Verfügung zu haben. Mittels Feldschwächung kann jedoch dessen Drehzahl auf Kosten des Drehmomentes über die Nenndrehzahl hinaus erhöht werden.
Der Ward-Leonard-Satz ermöglicht verlustarme drehzahlvariable Antriebe und auch die Energierückgewinnung beim Bremsen. Außerdem kann der Gleichstrommotor auch stoßweise belastet werden, ohne dass sich die Laststöße auf das Netz übertragen (Massenträgheit des Maschinensatzes). Das Anfahren des Gleichstrommotors bzw. der angetriebenen Maschine erfolgt durch Hochfahren der Generatorspannung von Null, indem der Erregerstrom des Gleichstromgenerators allmählich erhöht wird. Ein hoher Einschaltstrom tritt folglich nur beim Start des Asynchronmotors auf.

### Ilgner-Umformer

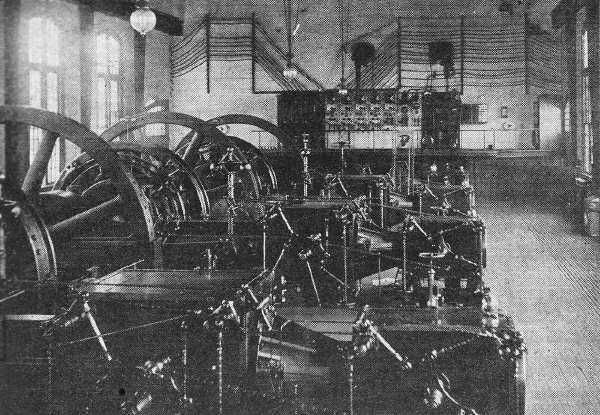
Historische Umformer mit Schwungrad

Der Ilgner-Umformer, benannt nach seinem Erfinder Karl Ilgner, beruht auf dem gleichen Prinzip wie der Leonardumformer. Seine Besonderheit ist lediglich ein großes Schwungrad, das mit dem Drehstrommotor gekoppelt ist. Diese Schwungmasse speichert kinetische Energie, die verschieden genutzt werden kann:
- es können damit Antriebsausfälle überbrückt werden
- es können Laststöße abgefangen werden, wie sie zum Beispiel bei Walzantrieben in Stahlwerken vorkommen.

Leonardsätze fanden ihre Anwendung ab Anfang der 1920er Jahre und laufen zum Teil bis heute. Gute Alternativen ergaben sich erst durch Thyristorsteller und Frequenzumrichter. Hierbei sind allerdings elektrische Speicher erforderlich, um den mechanischen Energiespeicher des Ilgner-Umformers zu ersetzen.
Die stoßweise Netzbelastung von Walzwerken, Elektrostahlöfen oder anderen Lichtbogen-Öfen führt auch heute zu problematischen Netzspannungsschwankungen, daher baut man sie häufig nahe an Kraftwerken, deren Generatoren und Turbinen Lastschwankungen aufgrund ihrer Massenträgheit ausgleichen können.